# Pomatostegus actinoceras
Pomatostegus actinoceras är en ringmaskart som beskrevs av Morch 1863. Pomatostegus actinoceras ingår i släktet Pomatostegus och familjen Serpulidae. Inga underarter finns listade i Catalogue of Life.